# 神奈川御殿
神奈川御殿（かながわごてん） は、江戸時代初期に、現在の横浜市神奈川区神奈川本町におかれた徳川将軍家の宿泊施設（御殿御茶屋）である。
東海道神奈川宿の街道筋にあり、将軍の鷹狩や宿泊に利用された。

## 概要
1622年（元和8年）に建設された。
寛永年間（1624年～1644年）に徳川秀忠、徳川家光が立ち寄ったとされる。
理由は伝承されていないが、1655年（明暦元年）に破却されたという。
現在の慶雲寺の北東、京浜東北線と京急本線の線路間にあったと比定される。
尚、京急東神奈川駅の旧称「仲木戸駅」は御殿の木戸があったことにちなむ。